# Varennes-Saint-Sauveur
Varennes-Saint-Sauveur is een gemeente in het Franse departement Saône-et-Loire (regio Bourgogne-Franche-Comté). De plaats maakt deel uit van het arrondissement Louhans. Varennes-Saint-Sauveur telde op 1 januari 2022 1.116 inwoners.

## Geografie
De oppervlakte van Varennes-Saint-Sauveur bedroeg op 1 januari 2022 30,16 vierkante kilometer; de bevolkingsdichtheid was toen 37 inwoners per km².

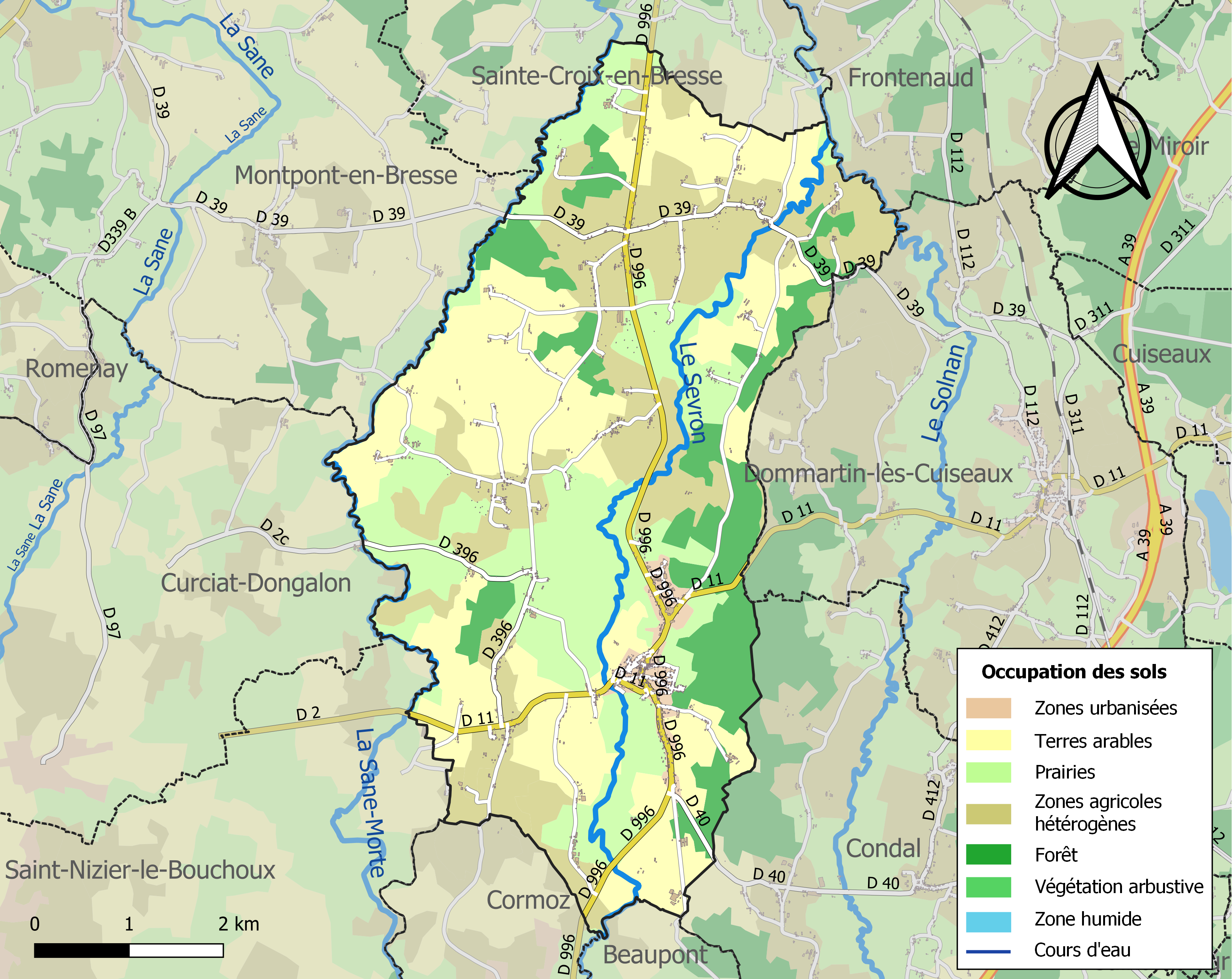
Kaart van de gemeente met de belangrijkste infrastructuur, bodemgebruik en omliggende gemeenten

## Demografie
Onderstaande figuur toont het verloop van het inwonertal (bron: INSEE-tellingen).